# 伊号第百二十四潜水艦
| 画像をアップロード |                                                                                  |
| 艦歴               |                                                                                  |
| 計画               | 大正12年度艦艇補充計画                                                           |
| 起工               | 1926年4月17日                                                                    |
| 進水               | 1927年12月12日                                                                   |
| 就役               | 1928年12月10日                                                                   |
| その後             | 1942年1月20日戦没                                                                |
| 除籍               | 1942年4月30日                                                                    |
| 性能諸元           |                                                                                  |
| 排水量             | 基準：1,142トン 常備：1,383トン 水中：1,768トン                                  |
| 全長               | 85.20m                                                                           |
| 全幅               | 7.52m                                                                            |
| 吃水               | 4.42m                                                                            |
| 機関               | ラ式1号ディーゼル2基2軸 水上：2,400馬力 水中：1,100馬力                          |
| 速力               | 水上：14.9kt 水中：6.5kt                                                         |
| 航続距離           | 水上：8ktで10,500海里 水中：4.5ktで40海里                                        |
| 燃料               | 重油：225t                                                                       |
| 乗員               | 51名                                                                             |
| 兵装               | 40口径14cm単装砲1門 53cm魚雷発射管 艦首4門 魚雷12本 機雷敷設筒2本 八八式機雷42個 |
| 航空機             | なし                                                                             |
| 備考               | 安全潜航深度：75m                                                                |

伊号第百二十四潜水艦（いごうだいひゃくにじゅうよんせんすいかん）は、大日本帝国海軍の潜水艦。伊百二十一型潜水艦の4番艦。竣工時の艦名は伊号第二十四潜水艦（初代）。1942年ダーウィン沖で戦没。

## 艦歴
1921年（大正12年）の大正12年度艦艇補充計画で第五十二潜水艦として計画された。1924年（大正13年）11月1日に艦名を伊号第二十四潜水艦に変更。神戸川崎造船所で1926年4月17日に起工、1927年12月12日に進水、1928年12月10日に竣工した。横須賀鎮守府籍。竣工と同時に横須賀鎮守府横須賀防備隊第9潜水隊に編入。
1935年5月25日、深々度潜航試験中にメインバラストタンクが損傷したため、横須賀に戻って修理を受ける。
1937年12月1日、第9潜水隊は第四艦隊第3潜水戦隊に編入。
1938年6月1日に伊号第百二十四潜水艦と改名。
1940年5月1日、第9潜水隊は第5潜水戦隊に編入。10月11日、横浜港沖で行われた紀元二千六百年特別観艦式に参加。
1941年5月1日、第9潜水隊は第三艦隊第6潜水戦隊に編入。
太平洋戦争開戦時には伊123とともに第6潜水戦隊第9潜水隊を編成。1941年11月、伊124は横須賀を出港し、27日に海南島三亜に到着。太平洋戦争緒戦のフィリピンの戦いには「伊号第百二十三潜水艦」と「伊号第百二十四潜水艦」の2隻のみが投入された。2隻は12月1日に三亜より出撃した。「伊号第百二十四潜水艦」はマニラ湾口に88式繋留触発機雷39個を敷設。この時敷設した機雷で米貨物船コレヒドール（Corregidor、1,881トン）とパナマ貨物船デイライト（Daylight、1,976トン）が沈んでいる。敷設後、通航船の監視および気象観測に従事した。10日0100、サンフェルナンド近海で、潜水艦に護衛されて南下中の輸送船2隻を発見。0400、香港からシンガポールへ航行中の英貨物船ハレルダーウィン（Hareldawins、1,228トン）を雷撃により撃沈し、船長を捕虜とした。この後機関が故障したため、12月14日にカムラン湾に帰投した。
12月18日、カムラン湾より出撃。マニラ湾外の哨戒を行い12月31日にダバオに到着した。
1942年1月10日、伊124はダバオを出港し、14日にダーウィン沖のクラレンス海峡に到着。同日、米重巡洋艦ヒューストンと護衛艦2隻を発見する。16日、ダーウィン近海に機雷27個を敷設。19日、ダーウィンへ輸送船3隻と護衛の駆逐艦1隻が入港していったとの報告を最後に消息不明。
アメリカ側記録によると、17日、ダーウィン北西180浬地点付近で、米重巡洋艦ヒューストンが潜水艦2隻を発見したと報告する。20日0526、伊123が米駆逐艦エドサル　(USS Edsall, DD-219) と同アルデン (USS Alden, DD-211) の護衛を受けてダーウィンに向かっていた米給油艦トリニティ (USS Trinity, AO-13) へ向けて攻撃を行った。その後、伊123は爆雷攻撃を回避して離脱する。これを受け、ダーウィンの豪軍司令部はダーウィンに在泊していた掃海艇部隊へ、現場海域へ向かい、対潜掃討を行うよう命令した。1335、この命令に基づいて航海中の豪掃海艇デロレイン (Deloraine) は潜水艦を発見する。この時、相手の潜水艦は魚雷1本を発射。デロレインは右転舵を行い、魚雷はデロレインの後方わずか3mの位置を通過していった。1338、デロレインは先ほどの潜水艦をソナーで探知。8分後に再度発射された魚雷を回避して爆雷6発を投下。この結果、重油の流出と複数の気泡が浮き上がるのを確認した。1348、デロレインは船首から浮上する潜水艦を確認。潜水艦は船尾へ5度ほど、左舷へ20度ほど傾斜していた。デロレインは炸裂深度を浅く設定した爆雷1発を左舷から発射。爆雷は再度潜航していく潜水艦の司令塔付近で炸裂した。また、米水上機母艦ラングレー (USS Langley, CV-1/AV-3) から発進したキングフィッシャーがこの潜水艦へ小型爆弾を投下している。潜航した潜水艦は重油と気泡を出しながら沈没し、水深45mの海底に着底した。1356、デロレインは爆雷を投下し、さらに気泡が浮かび上がるのを確認した。デロレインは浮遊する重油と多数の火薬の粉末の一部を回収し、回収しなかったものはそのまま観察した。1430、デロレインはとどめの爆雷2発を投下し、新たな重油の流出と気泡が浮かび上がるのを確認した。1710、デロレインは以降の攻撃を、到着したばかりの豪掃海艇リスゴー (Lithgow) に任せた。リスゴーは搭載していた爆雷40発全てを投下し、重油の流出と気泡が浮かび上がるのを確認した。1748、豪掃海艇カトゥーンバ (Katoomba) が現場に到着。カトゥーンバは沈没した潜水艦に錨を引っかけて曳航する作業を行った。潜水艦は海底を引きずられながら曳航されたが、その後錨鎖が切れてしまった。1859にはアルデンとエドサルも現場に到着。エドサルは潜水艦から流出する重油を確認し、1940に爆雷5発を投下。3回の爆発音を聴取した。1955、アルデンも爆雷を投下した。翌21日0305、デロレインが戻ってきて、沈没した潜水艦の位置を示すべくブイを投下した。その時、沈没した潜水艦とは別の潜水艦を探知したため、爆雷攻撃を合計3回実施した。1155にはカトゥーンバもそれに参加する。その後、天候が悪化したため、2隻は攻撃を取りやめた。この沈没した潜水艦が伊124であり、第9潜水隊司令遠藤敬男中佐、艦長の岸上孝一少佐以下乗員80名全員が戦死した。沈没地点は南緯12度03分 東経130度09分 / 南緯12.050度 東経130.150度。
1月20日、ダーウィン近海で沈没と認定され、4月30日に除籍された。撃沈総数は3隻で、撃沈トン数は5,085トンである。
1月21日1100、豪防潜網敷設艇クッカバラ (HMAS Kookaburra)が沈没した伊124の位置を確認。26日にクッカバラは米潜水母艦ホランド(USS Holland, AS-3)の乗員から編成された潜水夫チームを乗せて伊124が沈んでいる海域に到着。ハッチ1つを開けて艦内を捜索した結果、米軍は何種類かの日本海軍の暗号書を回収することに成功し、日本軍の暗号解読に大いに役立った。MO作戦などの計画も察知されていったという。
伊124の戦没により、伊123単独となった第9潜水隊は2月25日に解隊され、伊123は第13潜水隊に編入された。

## 戦後
1958年（昭和33年）、伊124の沈没地点が確認され、遺族らが引き上げを希望したが多額の費用が掛かることから立ち消えとなった。1972年（昭和42年）、オーストラリアのサルベージ会社によって再度発見され、100万ドル（当時のレートで約9億円）で売りに出したが買い手がつかなかった。伊124は船体の所々に爆雷攻撃によると思われる穴があいているが、それ以外はほぼ原形をとどめている。
2014年、2014年8月11日から9月30日の間、オーストラリアのダーウィン周辺海域で実施された多国間海上共同訓練「カカドゥ14」に参加した護衛艦「はたかぜ」が日豪共同慰霊式に参加する。ここでの北部準州豪日協会（AJANT）との交流により、伊124の慰霊活動が活性化する。
2017年（平成29年）2月、北部準州豪日協会（AJANT）がダーウィン市内の丘に慰霊碑を設置した。なお伊124の乗員は北海道、宮城、茨城、長野、静岡の出身者が多かったという。
2022年（令和4年）2月、2017年に設置した慰霊碑の隣に、乗員80名全員の名前と階級、出身地が書かれた新たな慰霊碑が設置された。同年11月には安倍晋三元首相が同地を訪問して献花した。2023年には現地の潜水調査チームによって、船体周囲の砂が採取され、遺骨の同等の価値のあるものとして福井県敦賀市在住の遺族に贈られた。この砂は呉海軍墓地顕彰保存会展示室や潜水艦殉国碑のある東京都渋谷区東郷神社にも配られた。2023年現在、船体は豪政府により「戦争墓所」として史跡指定、保護されている。
2024年11月17日、中谷元防衛大臣が慰霊碑を訪問し、献花・黙祷を行った。

## 歴代艦長
※『艦長たちの軍艦史』389-390頁による。階級は就任時のもの。

### 艤装員長
1. 原田覚 少佐：1928年6月15日 - 1928年12月10日

### 艦長
1. 原田覚 少佐：1928年12月10日 - 1929年6月1日[17]
2. 加藤与四郎 少佐：1929年6月1日 - 1931年12月1日
3. 竹崎馨 少佐：1931年12月1日 - 1932年3月3日[18]
4. 大倉留三郎 少佐：1932年3月3日 - 1933年11月15日
5. 松村翠 少佐：1933年11月15日 - 1934年6月1日
6. 藤本伝 少佐：1934年6月1日 - 1934年11月15日
7. 大谷清教 少佐：1934年11月15日 - 1935年2月28日[19] ＊1935年5月25日より予備艦
8. （兼）長井武夫 少佐：1935年2月28日[19] - 1935年5月25日[20]
9. （兼）服部邦男 少佐：1935年5月25日[20] - 1935年7月3日[21]
10. 栢原保親 少佐：1935年7月3日 - 1935年11月15日
11. 内野信二 少佐：1935年11月15日 - 1936年2月15日
12. 小泉麒一 少佐：1936年2月15日 - 1937年3月20日[22]
13. 山本皓 少佐：1937年3月20日 - 1937年7月31日[23]
14. 揚田清猪 少佐：1937年7月31日 - 1937年11月15日[24]
15. 柴田源一 少佐：1937年11月15日 - 1939年10月20日[25]
16. （兼）藤井明義 中佐：1939年10月20日 - 1939年10月24日[26]
17. 黒川英幸 少佐：1939年10月24日 - 1940年3月20日[27]
18. （兼）殿塚謹三 少佐：1940年3月20日[27] - 1940年4月24日[28]
19. 伊豆寿市 少佐：1940年4月24日 - 1940年10月30日[29] ＊1940年3月20日より予備艦
20. 石川信雄 中佐：1940年10月30日[29] - 1940年12月20日[30]
21. （兼）大倉留三郎 大佐：1940年12月20日[30] - 1941年1月31日[31]
22. 岸上孝一 少佐：1941年1月31日 - 1942年1月20日戦死